# Matilla de Arzón
Matilla de Arzón ist ein nordwestspanischer Ort und eine Gemeinde (municipio) mit nur noch 157 Einwohnern (Stand: 2024) im Süden der Provinz Zamora in der Autonomen Gemeinschaft Kastilien-León. 

## Lage und Klima
Matilla de Arzón liegt am westlichen Rand der Kastilischen Hochebene (Meseta Iberica) in einer Höhe von ca. 740 m. Durch die Gemeinde verläuft die Autovía A-66. Die Provinzhauptstadt Zamora ist gut 58 Kilometer (Fahrtstrecke) in südlicher Richtung entfernt. 
Das gemäßigte Kontinentalklima wird nur selten vom Atlantik beeinflusst.

## Bevölkerungsentwicklung
| Jahr      | 1970 | 1981 | 1991 | 2001 | 2011 | 2021 |
| Einwohner | 510  | 411  | 327  | 264  | 202  | 164  |

## Sehenswürdigkeiten

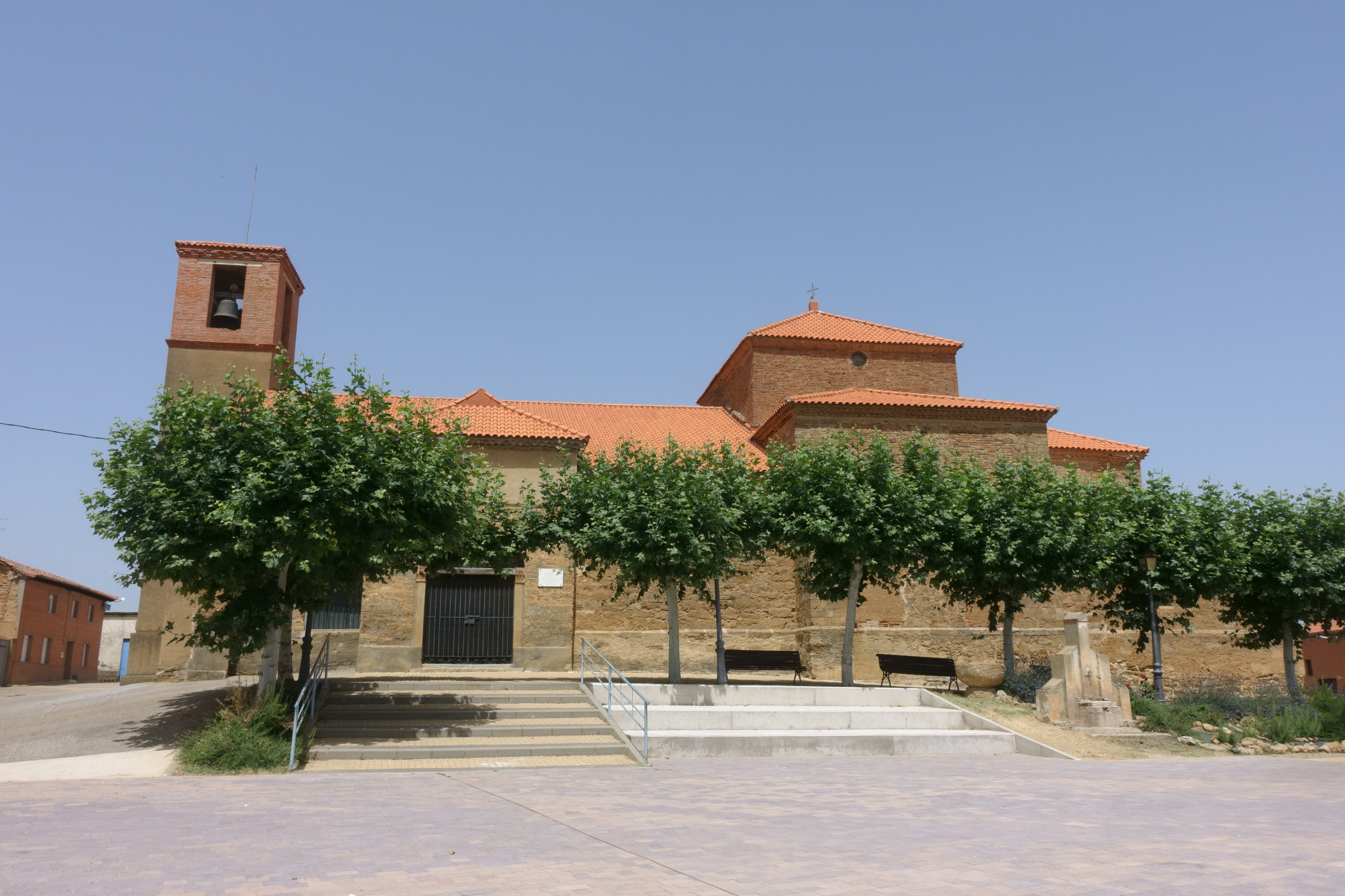
Salvatorkirche
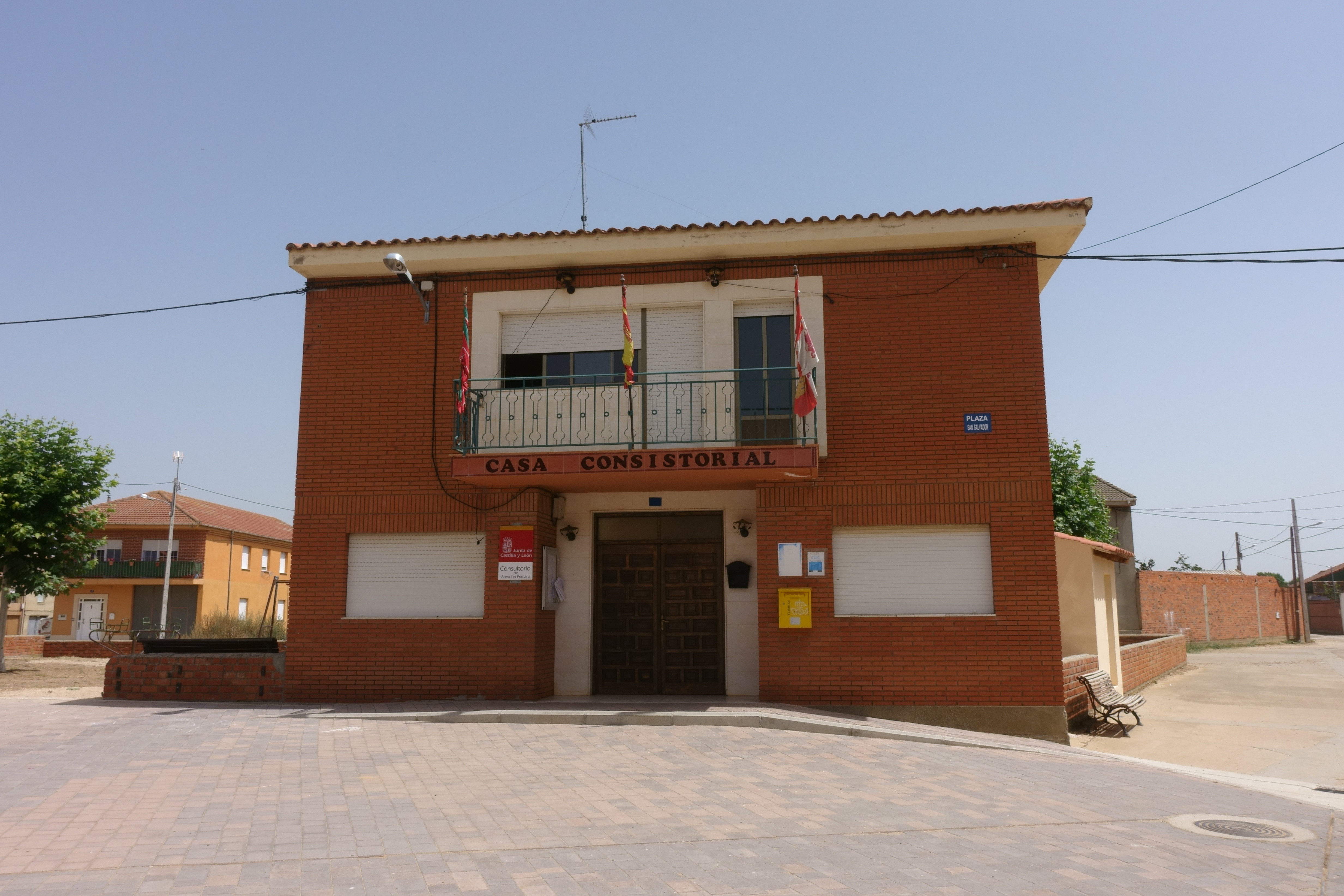
Kreuzkapelle

- Salvatorkirche
- Rathaus